# Ключ 74
Ключ 74 (трад. и упр. 月) — ключ Канси со значением «луна»; один из 34, состоящих из четырёх штрихов.
В словаре Канси есть 69 символов (из 49 030), которые можно найти c этим радикалом.

## История
Серп молодой луны стал исходным символом возникновения двух различных иероглифов «луна» и «вечер».
Самостоятельно иероглиф «луна» употребляется в значениях «луна», «понедельник», «месяц»:
- как в качестве светила (в астрономии обозначает название спутника земли «Луна»),
- так и качестве календарной единицы (солнечный календарь, лунный календарь): в этом случае перед иероглифом «месяц» ставится числительное.

В виде ключевого элемента «луна» используется довольно редко, обычно он стоит в левой части составного иероглифа и реже справа. В сокращенной форме его часто путают с иероглифом «мясо».

Вид в Цзиньвэнь
Вид в Цзягувэнь
Вид в Цзянбо
Вид в большой печати Чжуаньшу
Вид в малой печати Чжуаньшу

В словарях иероглиф находится под номером 74.

## Примеры иероглифов
| Доп. штрихи | Иероглифы                  |
| ----------- | -------------------------- |
| 0           | 月                         |
| 2           | 有                         |
| 4           | 㬳 朊 朋 朌 服             |
| 5           | 朎 朏 朐 朑                |
| 6           | 㬴 㬵 朒 朓 朔 朕          |
| 7           | 㬶 㬷 朚 望 朖 朗 朘 朙 𣍲 |
| 8           | 㬸 朜 朝 朞 期 𣎀 𣎃       |
| 9           | 朡 𣎊 朠                   |
| 10          | 㬺 㬻 𣎏 朢                |
| 11          | 㬼 㬽 㬾 膤 𣎖             |
| 12          | 㬿 𣎢 𣎞 朣 朤 朥          |
| 13          | 㭀 𣎣 𣎦                   |
| 14          | 朦                         |
| 16          | 朧                         |